# Улица 6-й Гвардейской Дивизии
У́лица 6-й Гварде́йской Диви́зии — улица в Октябрьском округе Липецка. Проходит в Тракторном от Краснозаводской улицы до улицы Кондарева параллельно улицам Краснознамённой и Жуковского. Пересекает улицы Коммунистическую, Бачурина, Шаталовой и Молодёжную. К нечётной стороне примыкает улица Огнева.
Образована в конце 1940-х годов. Первоначально называлась у́лицей Кожеду́ба в честь трижды Героя Советского Союза И. Н. Кожедуба. 8 октября 1957 получила новое имя — Сосно́вая у́лица. Переименование связано с мораторием на присвоение имён здравствующих людей улицам, городам и т. д. 18 ноября 1966 года улица получила нынешнее имя — в честь 6-й гвардейской стрелковой дивизии, отличившейся в боях за Ельню. В ноябре 1941 года дивизия находилась на территории Липецкой области. В её ряды влилось немало батальонов, сформированных в Липецке. Командир дивизии — генерал-майор К. И. Петров.
Застроена улица двухэтажными домами. На углу с Краснозаводской улицей (дом № 5 по последней) установлена мемориальная доска, посвящённая 6-й гвардейской стрелковой дивизии.

## Транспорт
- к домам начала улицы — трам. 1, ост.: «ЛТЗ»; авт. 323а ост.: «Коммунистическая ул.», «ЛТЗ»; авт. 19, 33, 33а, 323, 323а, 325, 378, 379 ост.: «Краснознамённая ул.», «ЛТЗ».
- к домам середины и конца улицы — авт. 19, 33, 33а, 323, 325, 378, 379    ост.: «Краснознамённая ул.», «Юбилейная ул.», «Магазин „Мебель“», «Ул. Жуковского», «Мини-рынок».

## Литература

Мемориальная доска, посвящённая 6-й гвардейской стрелковой дивизии